# Lluita als Jocs Olímpics d'estiu de 1912
En els Jocs Olímpics de 1912 celebrats a la ciutat d'Estocolm es realitzaren cinc proves de lluita, centrades únicament en la lluita grecoromana, i totes elles en categoria masculina. Les proves es disputaren a l'Estadi Olímpic d'Estocolm.

## Nacions participants
Hi participaren 170 lluitadors d'un total de 18 nacions:
| - Àustria (8) - Bèlgica (1) - Bohèmia (4) - Dinamarca (9) - Estats Units (2) - Finlàndia (37) - França (6) - Imperi Alemany (14) - Imperi Rus (11) | - Regne Unit (12) - Grècia (1) - Hongria (10) - Islàndia (1) - Itàlia (6) - Noruega (9) - Portugal (2) - Països Baixos (6) - Suècia (34) |

## Resum de medalles
Lluita grecoromana
| Prova                  | Or              | Argent           | Bronze               |
| Pes ploma detalls      | Kaarlo Koskelo  | Georg Gerstäcker | Otto Lasanen         |
| Pes lleuger detalls    | Emil Väre       | Gustaf Malmström | Edvin Mattiasson     |
| Pes mitjà detalls      | Claes Johansson | Martin Klein     | Alfred Asikainen     |
| Pes semipesant detalls | no es concedí   | Anders Ahlgren   | Béla Varga           |
| Pes semipesant detalls | no es concedí   | Ivar Böhling     | Béla Varga           |
| Pes pesant detalls     | Yrjö Saarela    | Johan Olin       | Søren Marinus Jensen |

## Medaller
| Posició | País           | Or | Argent | Bronze | Total |
| 1       | Finlàndia      | 3  | 2      | 2      | 7     |
| 2       | Suècia         | 1  | 2      | 1      | 4     |
| 3       | Imperi Alemany | 0  | 1      | 0      | 1     |
| 3       | Imperi Rus     | 0  | 1      | 0      | 1     |
| 5       | Dinamarca      | 0  | 0      | 1      | 1     |
| 5       | Hongria        | 0  | 0      | 1      | 1     |